# نگهبانان کهکشان (بازی ویدئویی)
نگهبانان کهکشان (به انگلیسی: Guardians of the Galaxy) یک بازی بازی اکشن-ماجراجویی است که توسط اسکوئر انیکس و ایدوس-مونترال بر اساس مارول کامیکس نگهبانان کهکشان ساخته و برای پلتفرم‌های مایکروسافت ویندوز، نینتندو سوئیچ، پلی‌استیشن ۴, پلی‌استیشن ۵, اکس‌باکس وان و اکس‌باکس سری اکس و سری اس در سال ۲۰۲۱ منتشر شد.